# Montreal Shamrocks
Montreal Shamrocks byl profesionální (později amatérský) kanadský klub ledního hokeje, který sídlil v Montréalu v provincii Québec. V roce 1910 působil v profesionální soutěži National Hockey Association. Své domácí zápasy odehrával v hale Montreal Arena s kapacitou 4 300 diváků. Klubové barvy byly zelená a bílá.
Shamrocks byly založeny v roce 1886 členy Shamrock Lacrosse Club, který svůj lakrosový klub přetvořily v klub ledního hokeje. V počátcích hrával klub pouze přátelské a exhibiční zápasy, teprve v roce 1891 se stal členem Amateur Hockey Association of Canada. V letech 1899–1905 byl členem Canadian Amateur Hockey League. Toto období bylo pro klub velice úspěšné. Dvakrát se mu podařilo zvítězit v bojích o Stanley Cup (1899 a 1900), jednou z toho byl prohraný zápas (1901). V roce 1910 se stal zakládajícím členem profi soutěže National Hockey Association (NHA). V ní ovšem vydržel pouhou sezónu, poté se znovu přihlásil do amatérských soutěží. V amatérské soutěži Montreal City Hockey League klub vydržel do roku 1924, tedy do data zániku.

## Úspěchy
- Vítěz Stanley Cupu ( 2× )
  - 1899 (březen), 1900

## Umístění v jednotlivých sezonách
Stručný přehled
Zdroj: 
- 1891–1892: Amateur Hockey Association of Canada
- 1893–1895: bez soutěže
- 1896–1898: Amateur Hockey Association of Canada
- 1899–1905: Canadian Amateur Hockey League
- 1906–1909: Eastern Canada Amateur Hockey Association
- 1909–1910: Canadian Hockey Association
- 1910: National Hockey Association
- 1910–1911: bez soutěže
- 1911–1912: Interprovincial Amateur Hockey Union
- 1912–1924: Montreal City Hockey League

Jednotlivé ročníky
Zdroj: 
Legenda: Z - zápasy, V - výhry, VP - výhry v prodloužení, R - remízy, P - porážky, PP - porážky v prodloužení, VG - vstřelené góly, OG - obdržené góly, +/- - rozdíl skóre, B - body, fialové podbarvení - reorganizace, změna skupiny či soutěže
| Kanada (1891 – 1910) |      |        |    |   |    |   |    |    |    |     |     |    |        |           |
| Sezóny               | Liga | Úroveň | Z  | V | VP | R | PP | P  | VG | OG  | +/- | B  | Pozice | Play-off  |
| 1891                 | AHAC | –      | 2  | 0 | –  | 0 | –  | 2  | 2  | 9   | -7  | 0  | 3.     | –         |
| 1892                 | AHAC | –      | 1  | 0 | –  | 0 | –  | 1  | 3  | 8   | -5  | 0  | 3.     | –         |
| ...                  |      |        |    |   |    |   |    |    |    |     |     |    |        |           |
| 1896                 | AHAC | –      | 8  | 1 | –  | 0 | –  | 7  | 16 | 30  | -14 | 2  | 5.     | –         |
| 1897                 | AHAC | –      | 8  | 1 | –  | 0 | –  | 7  | 27 | 37  | -10 | 2  | 5.     | –         |
| 1898                 | AHAC | –      | 8  | 3 | –  | 0 | –  | 5  | 25 | 36  | -11 | 6  | 3.     | –         |
| 1899                 | CAHL | –      | 8  | 7 | –  | 0 | –  | 1  | 40 | 21  | +19 | 14 | 1.     | Vítěz SC  |
| 1900                 | CAHL | –      | 8  | 7 | –  | 0 | –  | 1  | 49 | 26  | +23 | 14 | 1.     | Vítěz SC  |
| 1901                 | CAHL | –      | 8  | 4 | –  | 0 | –  | 4  | 30 | 25  | +5  | 8  | 3.     | Finále SC |
| 1902                 | CAHL | –      | 8  | 1 | –  | 0 | –  | 7  | 15 | 62  | -47 | 2  | 5.     | –         |
| 1903                 | CAHL | –      | 8  | 0 | –  | 0 | –  | 8  | 21 | 56  | -35 | 0  | 5.     | –         |
| 1904                 | CAHL | –      | 7  | 0 | –  | 0 | –  | 7  | 32 | 74  | -42 | 0  | 4.     | –         |
| 1905                 | CAHL | –      | 10 | 3 | –  | 0 | –  | 7  | 41 | 62  | -21 | 6  | 4.     | –         |
| 1906                 | ECHA | –      | 10 | 0 | –  | 0 | –  | 10 | 30 | 90  | -60 | 0  | 6.     | –         |
| 1907                 | ECHA | –      | 10 | 2 | –  | 0 | –  | 8  | 52 | 120 | -68 | 4  | 6.     | –         |
| 1907/08              | ECHA | –      | 10 | 5 | –  | 0 | –  | 5  | 53 | 49  | +4  | 10 | 4.     | –         |
| 1909                 | ECHA | –      | 12 | 2 | –  | 0 | –  | 10 | 56 | 103 | -47 | 4  | 4.     | –         |
| 1909/10              | CHA  | –      | 4  | 2 | –  | 0 | –  | 2  | 32 | 33  | -1  | 4  | 4.     | –         |
| 1910                 | NHA  | –      | 12 | 3 | –  | 1 | –  | 8  | 52 | 95  | -43 | 7  | 6.     | –         |